# نادي الهلال السعودي موسم 1981–82
موسم نادي الهلال السعودي لكرة القدم 1981–82  يعتبر الموسم الرابع والعشرين في مسيرة نادي الهلال السعودي منذ تأسيسه 1957، يقود الفريق المدرب البرازيلي أوتن فيلهو، توج معه بكأس جلالة الملك المعظم 1982 على حساب الاتحاد, في حين اكفتى بالمركز الثالث في الدوري المشترك 
يجهل الكثيرون أن النعيمة اختير كابتنا للمنتخب قبل اختياره كابتنا للهلال، وعند عودته من المنتخب اختير كابتن للهلال بدلا من حارس المرمى كابتن إبراهيم اليوسف وكان ذلك عام 1402 هجرية ومن المباريات المحلية التي لا ينساها النعيمة نهائي كأس الملك هجرية أمام الاتحاد.

## تشكيلة الفريق
ملاحظة: تشير الأعلام إلى المنتخب الوطني على النحو المحدد في قواعد الأهلية للفيفا. قد يحمل اللاعبون أكثر من جنسية واحدة غير تابعة للفيفا.
| الرقم | البلد    | المركز | اللاعب                  |
| ----- | -------- | ------ | ----------------------- |
| 1     | السعودية | حارس   | إبراهيم العبود          |
| 5     | السعودية | مدافع  | صالح النعيمة            |
| 3     | السعودية | مدافع  | حسين البيشي             |
| 2     | السعودية | مدافع  | عبدالعزيز الراجح        |
| 4     | السعودية | مدافع  | سلطان المهنا            |
| 6     | السعودية | وسط    | فهد المصيبيح            |
| 14    | السعودية | وسط    | عبدالله الجربوع         |
| 11    | السعودية | وسط    | فهد عبدالواحد «فهودي»   |
| 18    | السعودية | وسط    | منصور الرحمه            |
| 8     | السعودية | وسط    | عادل عبدالرحيم          |
| 7     | السعودية | وسط    | عبدالرحمن محمد القحطاني |

| الرقم | البلد    | المركز | اللاعب         |
| ----- | -------- | ------ | -------------- |
| -     | السعودية | حارس   | إبراهيم اليوسف |
| -     | السعودية | مدافع  | سلطان عيسى     |
| -     | السعودية | وسط    | سلطان نصيب     |
| -     | السعودية | وسط    | منصور الأحمد   |
| 16    | السعودية | مهاجم  | منصور بشير     |
| 22    | السعودية | مهاجم  | خالد الغانم    |

### كأس جلالة الملك المعظم
| دور 32 12 أبريل 1982 | الهلال              | 2–0      | الأهلي | الرياض                          |
| 16:30 (ت ع م+03:00)  | الجربوع · عبدالرحيم | [Report] |        | الملعب: ملعب الأمير فيصل بن فهد |

| دور 16 16 أبريل 1982 | الهلال                         | 4–0      | الترجي | الرياض                          |
| 16:30 (ت ع م+03:00)  | فهودي (2) · الغانم · عبدالرحيم | [Report] |        | الملعب: ملعب الأمير فيصل بن فهد |

| دور 8 22 أبريل 1982 | الهلال      | 1–1 (4–3 ر.ت) | الشباب | الرياض                          |
| 16:30 (ت ع م+03:00) | الغانم 120' | [Report]      | المعجل | الملعب: ملعب الأمير فيصل بن فهد |

| دور 4 30 أبريل 1982 | الهلال           | 2–1      | الكوكب | الرياض                          |
| 16:30 (ت ع م+03:00) | بن نصيب · الرحمه | [Report] |        | الملعب: ملعب الأمير فيصل بن فهد |

| نهائي 07 مايو 1982  | الهلال                                | 3–1      | الاتحاد                                   | الرياض |
| 15:30 (ت ع م+03:00) | النعيمة 22' · الجربوع 41' · منصور 65' | [Report] | 50' (ركلة.) صبحي · 63' عياد · 75' السريحي | الملعب: ملعب الأمير فيصل بن فهد الحكم: محمد فوده الحكام المساعدين: عبدالله مظهر Assistant referees: فهد المهوس الحكم الخامس: عبدالرحمن مأتم |

#### البطل
| بطل كأس جلالة الملك المعظم          |
| ----------------------------------- |
|                                     |
| نادي الهلال (السعودية) اللقب الرابع |